# NGC 5337
NGC 5337 é uma galáxia espiral (S?) localizada na direcção da constelação de Canes Venatici. Possui uma declinação de +39° 41' 17" e uma ascensão recta de 13 horas, 52 minutos e 23,0 segundos.
A galáxia NGC 5337 foi descoberta em 14 de Janeiro de 1788 por William Herschel.